# Pantolambdodon
Il pantolambdodonte (gen. Pantolambdodon) è un mammifero erbivoro estinto, appartenente ai pantodonti. Visse nell'Eocene medio (circa 48 - 38 milioni di anni fa) e i suoi resti fossili sono stati ritrovati in Asia.

## Descrizione
Questo animale poteva raggiungere le dimensioni di un cane di grossa taglia, ma ciò che si conosce del suo scheletro indica che al contrario di altri pantodonti di dimensioni comparabili, Pantolambdodon doveva avere una corporatura snella. Il cranio, conosciuto per la specie Pantolambdodon zhaii, era dotato di un muso lungo e piatto, con ossa nasali estremamente arretrate, che fanno pensare alla presenza di una corta proboscide simile a quella dei tapiri. Le orbite erano arretrate, la regione del rostro era molto sottile e non vi era traccia di diastema nella dentatura. La mandibola era parimenti sottile e allungata, di aspetto gracile (al contrario di altre forme anche più piccole come Archaeolambda) e con una regione coronoide ricurva all'indietro. I premolari avevano un talonide incipiente, mentre i molari possedevano un trigonide elevato con tubercoli appuntiti e un talonide a V. 

## Classificazione
Il genere Pantolambdodon venne istituito da Granger e Gregory nel 1934, sulla base di resti fossili molto parziali ritrovati in Mongolia in terreni dell'Eocene medio. La specie tipo è Pantolambdodon inermis, ma è nota anche la specie P. fortis dagli stessi luoghi. Fossili più completi furono poi rinvenuti in Cina e descritti nel 1987, con la specie P. zhaii. 
Non è chiaro quali fossero i vincoli filogenetici di Pantolambdodon: era sicuramente un pantodonte piuttosto arcaico, ma è probabile che fosse già specializzato. In ogni caso, Pantolambdodon è ascritto a una famiglia a sé stante, i Pantolambdodontidae, alla quale sono stati ascritti in seguito anche altri pantodonti asiatici di piccole dimensioni, come Archaeolambda, Dilambda e Nanlinglambda.

## Paleoecologia
Forse la proboscide di Pantolambdodon serviva a strappare e portare alla bocca piante tenere di cui l'animale si nutriva.